# Mirhipipteryx biloba
Mirhipipteryx biloba is een rechtvleugelig insect uit de familie Ripipterygidae. De wetenschappelijke naam van deze soort is voor het eerst geldig gepubliceerd in 1928 door Hebard.